# Roger Hewes Wells
Roger Hewes Wells  (auch Roger H. Wells, * 1. Juni 1894 in Quincy, Adams County, Illinois; † 16. Juni 1994 in Jacksonville, Morgan County, Illinois) war ein US-amerikanischer Politikwissenschaftler.

## Leben

### Familie und Ausbildung
Der aus der am Mississippi River gelegenen Stadt Quincy stammende Roger Hewes Wells, Sohn des Arztes Clarence Arthur Wells sowie dessen Ehegattin Mabel Etta geborene Hewes, wandte sich nach dem High-School-Abschluss dem Studium der Wirtschafts- und Politikwissenschaften an der Northwestern University zu, 1916 graduierte er zum Bachelor of Arts. Im Anschluss wechselte er an die Harvard University nach Cambridge, 1921 erwarb er den Grad eines Master of Arts, 1923 erfolgte seine Promotion zum Ph. D. In den Jahren 1927 bis 1928 studierte der mit dem Guggenheim-Stipendium ausgezeichnete Roger Hewes Wells an der Friedrich-Wilhelms-Universität in Berlin.
Roger Hewes Wells heiratete am 11. August 1922 die 1984 verstorbene Stella Florence Dueringer. Aus dieser Verbindung entstammten die Töchter Lois Elizabeth und Elsa Mabel. Er verstarb am 16. Juni 1994 zwei Wochen nach Vollendung seines 100. Lebensjahres im Barton Stone Christian Home in Jacksonville an kongestiver Herzinsuffizienz.

### Beruflicher Werdegang
Roger Hewes Wells, der 1922 ein Austin Teaching Fellowship bekam, erhielt 1920 eine Assistentenstelle am Department of Government der Harvard University. Zusätzlich wirkte er seit 1922 als Assistent am Department of Government des Radcliffe College. 1923 folgte Roger Hewes Wells dem Ruf als Assistant Professor für Wirtschafts- und Politikwissenschaften an das Department of Political Science des Bryn Mawr College in Bryn Mawr im Bundesstaat Pennsylvania, 1927 wurde er zum Associate Professor, 1933 zum Full Professor ernannt, 1940 wurde er zum Leiter des Department of Political Science bestellt.
1946 unterbrach er diese Tätigkeit für zwei Jahre durch Einsätze in Deutschland als stellvertretender Direktor der Ziviladministration der amerikanischen Militärregierung und Vorsitzender der Historical Division im Büro des United States High Commissioner, wofür er mit der Verleihung der United States Medal of Freedom geehrt wurde. Roger Hewes Wells wurde im Jahre 1963 emeritiert.
Der ausgewiesene Deutschlandexperte Roger Hewes Wells wurde zum Mitglied der American Political Science Association, der American Society for Public Administration, der American Academy of Political and Social Science, der Pennsylvania Political Science Association und der National Municipal League gewählt.

## Schriften
- The veto power of the state governor in recent years. Ph. D. Harvard University 1923. 1923
- zusammen mit Arthur N. Holcombe: State government in the United States. 2nd ed., rev. and enl., Macmillan Co., New York, 1926
- German cities : a study of contemporary municipal politics and administration. Princeton University Press, Princeton, 1932
- American local government. in: McGraw-Hill studies in political science. McGraw-Hill Book Co., New York, London, 1939
- zusammen mit Elmer Plischke: The allied high commission for Germany. Historical Division, Office of the Executive Secretary, Office of the U.S. High Commissioner for Germany, Bonn, 1953
- Impact of Federal grants-in-aid on the political structure and functioning of State and local government : a report on twenty-five States submitted to the Commission on Intergovernmental Relations. Governmental Affairs Institute, Washington, 1954
- The States in West German federalism : a study of Federal-State relations, 1949–1960. Bookman Associates, New York, 1961